# C-60 (Katalonien)
Die C-60, auch Autopista de La Roca ist eine Autobahn in der Provinz Barcelona, die die Gemeinde Mataró (Maresme) mit Granollers (Vallés Oriental) verbindet. 
Die Autobahn hat bei einer Länge von 13 Kilometer sechs Abfahrten, einen Tunnel, der den alten Bergpass Parpés (1992 Meter) durchquert und eine Tankstelle in der Nähe der Ausfahrt La Roca del Valles Repsol. 